# Prethalmühle
Prethalmühle (nürnbergisch: Breddalmilln) ist ein Gemeindeteil der Stadt Altdorf bei Nürnberg im Landkreis Nürnberger Land (Mittelfranken, Bayern). Prethalmühle liegt in der Gemarkung Altdorf.

## Geografische Lage
Der Weiler Prethalmühle liegt am rechten Ufer der Schwarzach. Im Norden befindet sich die Räthschlucht Paffental mit der Teufelshöhle, im Osten die Löwengrube, beide als Geotop ausgezeichnet. Eine Gemeindeverbindungsstraße führt nach Lochmannshof (0,2 km westlich) bzw. die Bundesautobahn 6 unterquerend nach Altdorf zur Staatsstraße 2240 (1,1 km nördlich).

## Geschichte
Die Prethalmühle hat ihren Ursprung in einem hochmittelalterlichen Reichsgut und wurde im Jahr 1360 erstmals urkundlich erwähnt. Im Dreißigjährigen Krieg wurde sie 1635 zerstört. Das heutige Wohngebäude stammt aus dem Jahre 1643. Über Jahrhunderte diente die Mühle zum Mahlen von Mehl, wurde aber auch als Sägemühle genutzt.
Mit dem Gemeindeedikt (frühes 19. Jahrhundert) wurde Prethalmühle dem Steuerdistrikt Rasch und der Munizipalgemeinde Altdorf zugewiesen.
Im Laufe der Industrialisierung wurde sie umgerüstet auf die Produktion von Strom für den energieintensiven Betrieb einer Kupferfolienfabrik. Bis weit in die Mitte des 20. Jahrhunderts versorgte sie den nahen Ort Prackenfels mit Gleichstrom. Heute wird der ökologisch erzeugte Strom direkt ins Netz eingespeist.
2008 gehörte das ehemalige Gasthaus der Mühle zu den sieben Objekten im Landkreis Nürnberger Land, die bei der damaligen Denkmalprämierung des Bezirks Mittelfranken mit einer Auszeichnung bedacht wurden.

## Baudenkmäler
- Haus Nr. 2: ehemaliges Gasthaus aus dem Jahre 1643

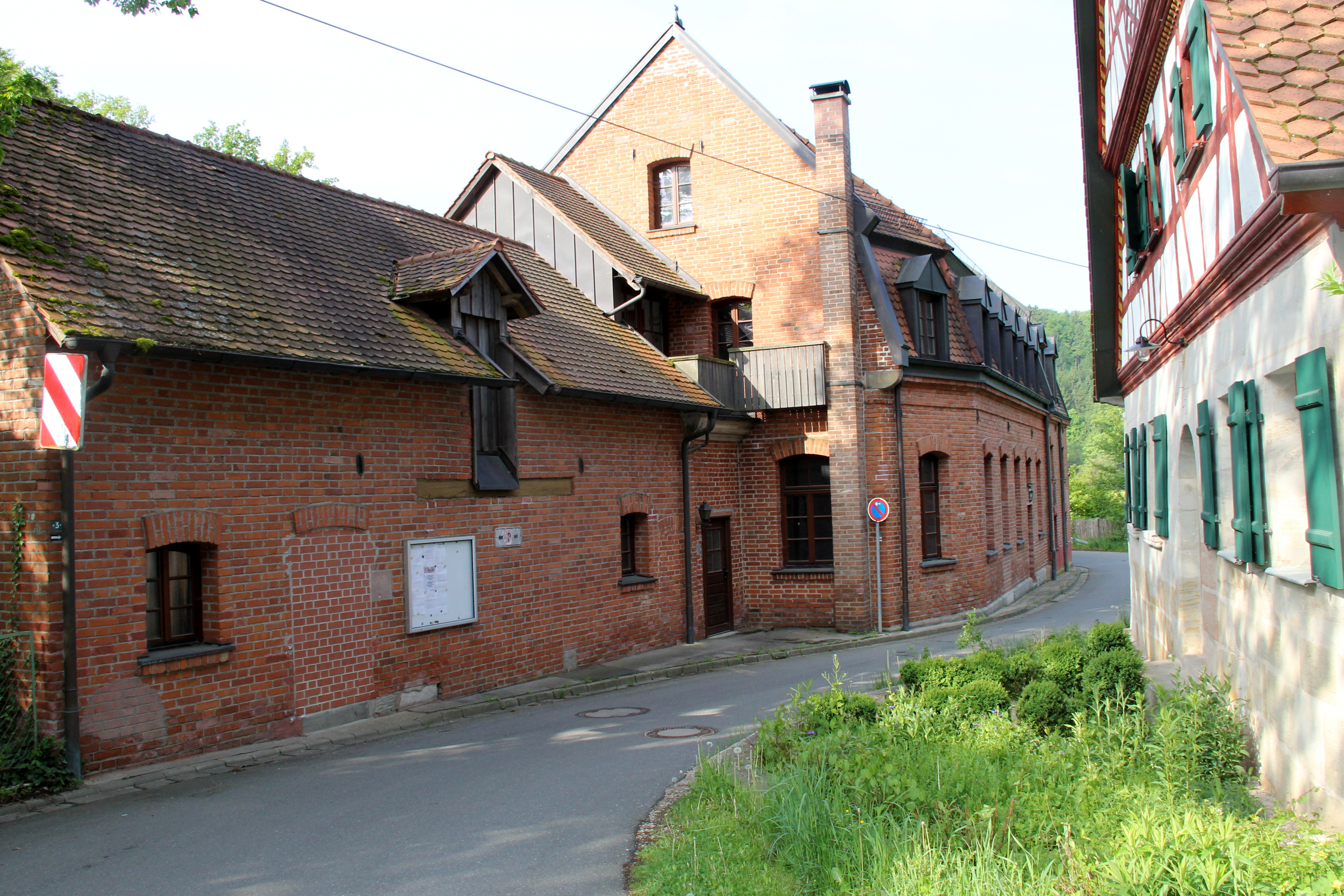
Prethalmühle
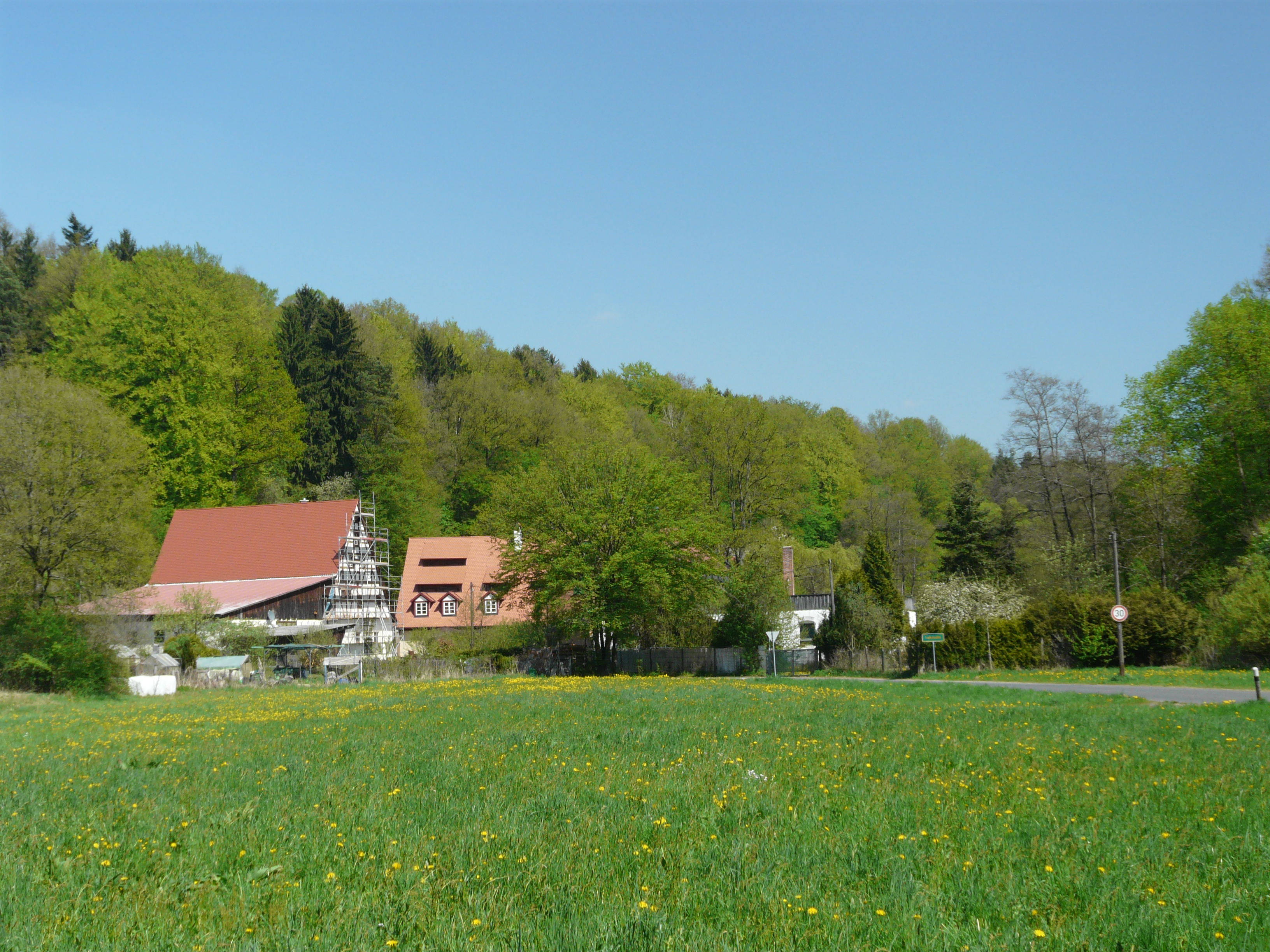
Prethalmühle Ortsansicht
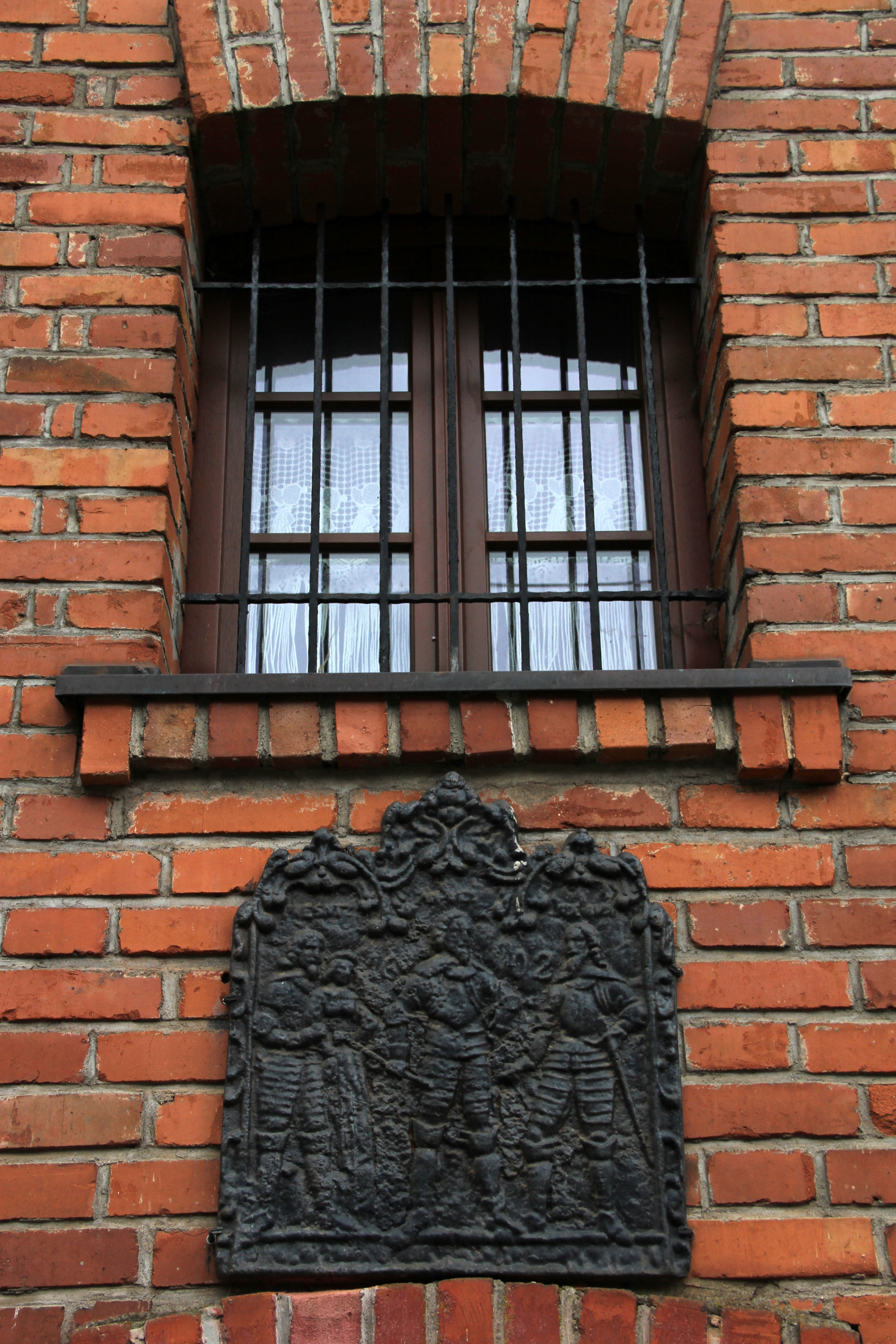
Prethalmühle, Fenster mit Wappen
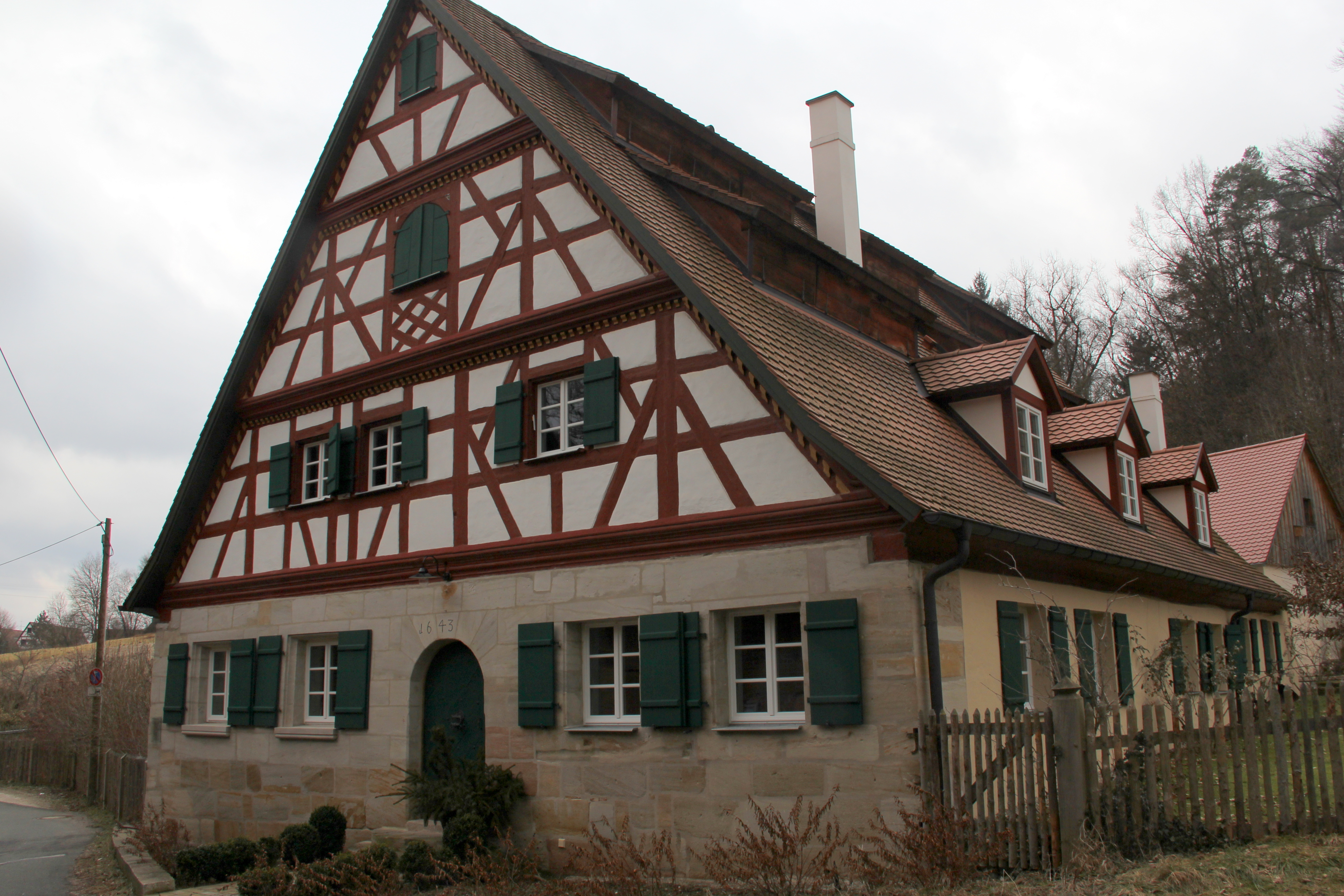
Ehemaliges Gasthaus
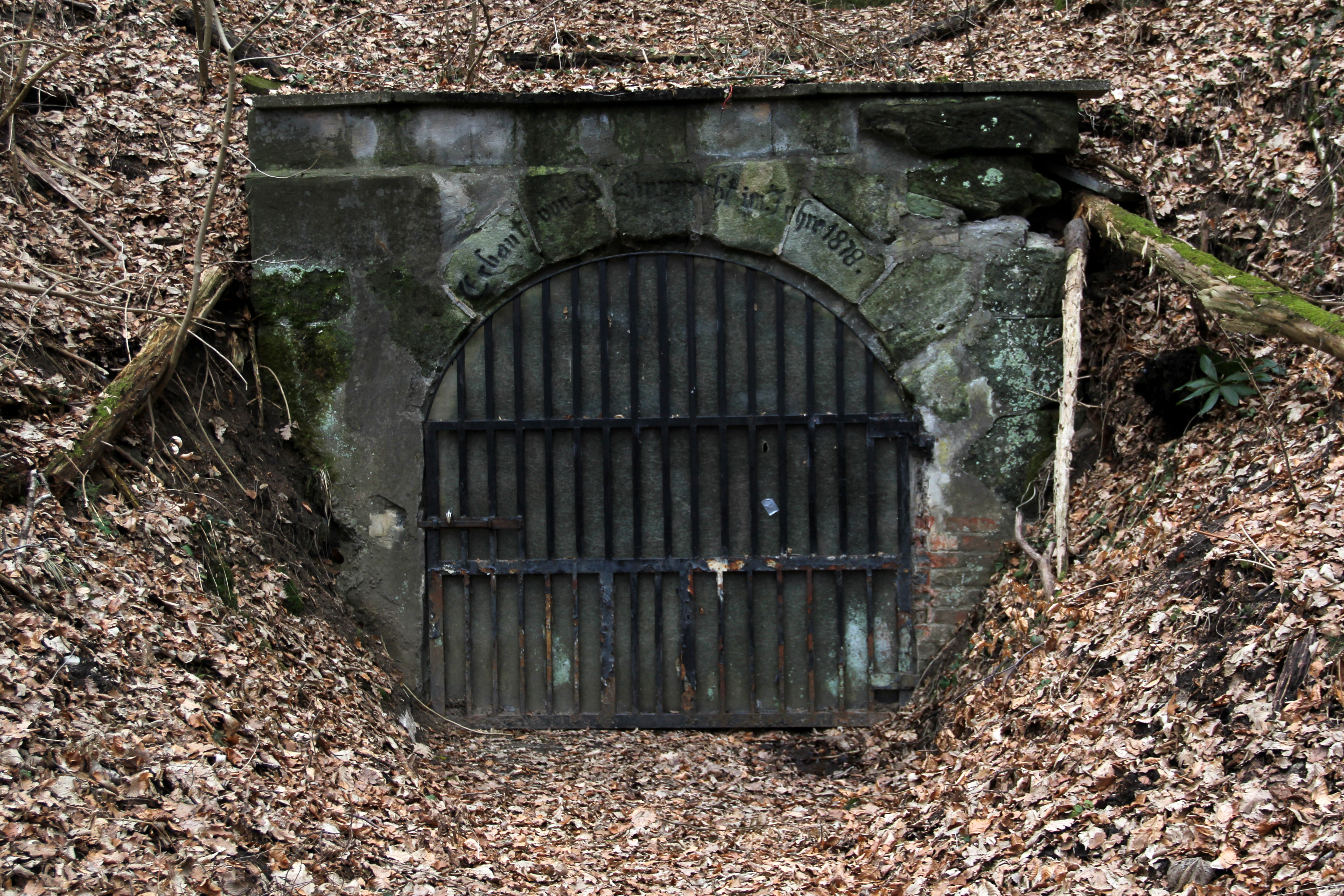
Felsenkeller